# Albaner i Kroatien
Albaner i Kroatien (albanska: Shqiptarët në Kroaci, kroatiska: Albanci u Hrvatskoj) är en etnisk minoritet i Kroatien. Albanerna erkänns i den kroatiska grundlagen som en av landets 22 nationella minoriteter och har som sådana rätt till politisk representation i Kroatiens parlament.

## Demografi
Enligt folkräkningen från år 2011 uppgick antalet albaner i Kroatien till 17 513 personer vilket motsvarande 0,41 procent av den totala befolkningen. De är därmed till antalet, näst efter serberna, bosniakerna och italienarna, Kroatiens fjärde största minoritet. De är främst bosatta i huvudstaden Zagreb samt Primorje-Gorski kotars län, Istriens län och Split-Dalmatiens län.
En majoritet av albanerna i Kroatien  (9 594 eller 54,8 procent) bekänner sig till islam medan en stor minoritet är katoliker (7 109 eller 40,6 procent).

## Härkomst och ursprung
Albanerna i Kroatien härstammar från skilda historiska epoker. Under medeltiden bosatte sig albaner i städer längs med den kroatiska kusten och en del assimilerades med valaker. Under den venetianska administrationen på 1600- och 1700-talen som innefattade det istriska och dalmatiska kustlandet liksom mindre delar av det albanska kustlandet följde en ny albansk migrationsvåg till områden i dagens Kroatien. Under denna period anlände arbanasifolket som härstammar från den albanska koloni som år 1726 etablerades utanför Zadar och som idag är en stadsdel i staden med namnet Arbanasi. Efter år 1945 och under den period Kroatien ingick som en konstitutionell del av den sydslaviska federationen Jugoslavien (1918–1991) bosatte sig många albanska arbetskraftsinvandrare i den kroatiska delrepubliken. Dessa kom företrädesvis från Kosovo och Makedonien som då också ingick i Jugoslavien.

## Kultur
Albanska gemenskapernas union (Unija zajednica Albanaca) med säte i Zagreb är albanernas centrala organisation i Kroatien. Föreningen utger bland annat en publikation på albanska och organiserar olika kulturella manifestationer. Verksamheten finansieras till stora delar från den kroatiska statsbudgeten.
De albaner i Kroatien som härstammar från äldre migrationsvågor (däribland medlemmar av arbanasifolket) är till stora delar idag assimilerade i den kroatiska folkgruppen. De talar inte albanska och har ofta tappat sin albanska identitet. Inte sällan märks deras albanska härkomst från deras albanska eller albanskklingande efternamn.

## Kända personligheter (urval)
Kända personer med kroatienalbansk bakgrund:
- Besart Abdurahimi (1994–) – fotbollsspelare
- Vlado Kalember (1953–) – popsångare
- Herdi Prenga (1994–) – fotbollsspelare